# Activación de producto

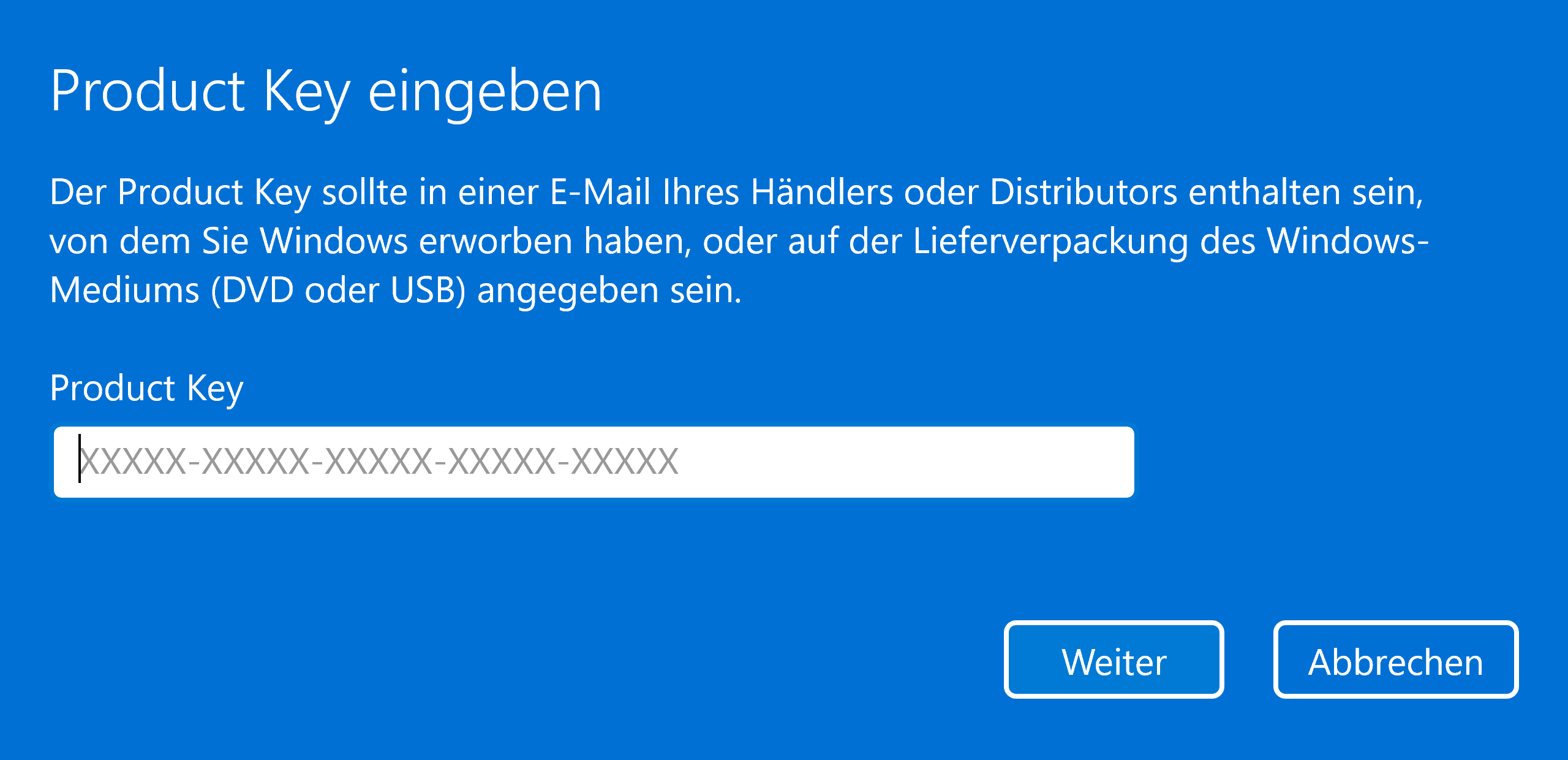
Petición de introducción de clave de licencia de Windows.

La activación de producto es un procedimiento de validación de licencia requerido por algunos programas de software privado en computadoras.

## Historia
En una forma, la activación del producto se refiere a un método inventado por Ric Richardson y patentado (US 5.490.216) por Uniloc. A modo de prueba, Microsoft usó por primera vez la activación de producto en el Microsoft Office 2000 con SR-1.

## Método
Específicamente, la activación de producto se refiere a un método en el que una aplicación de software genera números de serie de hardware y un ID específicos a la licencia del producto (una clave de producto) para generar un ID de instalación único. Este ID de instalación es enviado al fabricante para comprobar la autenticidad de la clave del producto y para asegurar que la clave de producto no se utilice para varias instalaciones.
Un producto 'desactivado' por lo general actúa como un ensayo de tiempo limitado hasta que una clave de producto, un número codificado como una secuencia de caracteres alfanuméricos, se compra y se utiliza para activar el software. Algunos productos permiten licencias para ser transferidos de una máquina a otra utilizando herramientas en línea, sin tener que llamar a soporte técnico para desactivar la copia en la máquina vieja antes de reactivar en la nueva máquina.
Un ejemplo temprano de la activación del producto estaba en el programa D'Puente, un sistema de correo electrónico escrito por Chris Irwin para el sistema operativo MS-DOS, y un sistema de red comercial para los usuarios de BBS y FidoNet. El programa genera un número de serie único, que entonces se llamaba BBS del autor a través de una conexión de módem de acceso telefónico. Al respecto, se validó el número de serie. Una "clave" única fue devuelta lo que permitió que el programa continúe durante un período de prueba. Si dos sistemas D'Puente se comunican utilizando la misma clave, el software se estrella deliberadamente. El software hace tiempo que ha tenido todo el sistema de activación eliminado y ahora es freeware por Nick J. Andre, Ltd.
Como alternativa, el proveedor de software envía al usuario un número de serie único para su producto. Cuando el usuario instala la aplicación, se le solicita al usuario que introduzca su número de serie del producto, y el programa lo comprueba con los sistemas del proveedor sobre el Internet. La aplicación obtiene los límites de la licencia que se aplican a ese usuario de la licencia (por ejemplo un límite de tiempo o habilitación de características adicionales del producto) desde el sistema del proveedor y, opcionalmente, también bloquea la licencia para el sistema del usuario. Una vez activada la licencia continúa trabajando en la máquina del usuario sin otra comunicación necesaria con los sistemas del proveedor. Algunos sistemas de activación también apoyan la activación de los sistemas de usuario sin conexiones a Internet; un enfoque común es intercambiar cifrados los archivos en una terminal de Internet.

## Recepción y adopción
Algunas copias vendidas en Australia, Brasil, Canadá, China, Hong Kong, Nueva Zelanda y Estados Unidos requerían que el usuario activara el producto mediante Internet. Tras su éxito, el sistema de activación de producto se extendió por todo el mundo y se incluyó en todas las versiones siguientes de Windows y Office. Esta práctica está en debate, principalmente por ser uno de los primeros usos de este tipo de sistema en un producto de consumo general.
La activación de productos de Microsoft se introdujo en la versión brasileña de Microsoft Office 97 Small Business Edition y Microsoft Word 97 que se vende en el mercado húngaro. Se amplió ese piloto con éxito con el lanzamiento de Microsoft Publisher 98 en el mercado brasileño. A continuación, Microsoft puso en marcha la activación del producto en su producto (buque insignia) Microsoft Office 2000. Todos los ejemplares vendidos al por menor en Australia, Brasil, China, Francia y Nueva Zelanda, así como algo que se vende en Canadá y Estados Unidos, requiere que el usuario active el producto a través de Internet. Sin embargo, todas las copias de Office 2000 no requieren la activación después del 15 de abril de 2003. Después de su éxito, el sistema de activación del producto se extendió en todo el mundo y se incorporó en Windows XP y Office XP y todas las versiones posteriores de Windows y Office. A pesar de desarrollar su propia tecnología de forma independiente, en abril de 2009 un jurado encontró que Microsoft intencionalmente infringió la patente de Uniloc. Sin embargo, en septiembre de 2009, el juez de distrito William Smith "desocupado" el veredicto del jurado y falló a favor de Microsoft. Esta decisión fue modificada posteriormente en 2011.

### Piratería
Las versiones piratas de software están desprovistas de la necesidad de activar. Los atacantes utilizan las siguientes soluciones:
- Emplean un software de edición para eludir el procedimiento de activación.
- Además durante la instalación pretenden una conexión con el fabricante del servidor y confirman la exactitud de la activación.
- Adquieren (por ejemplo basados en el análisis del programa o "extrayéndola" de sus instalaciones.) un número de serie, que proporcionan durante los resultados de la instalación sin ninguna necesidad de la activación del proveedor (por ejemplo, las grandes empresas instalan el software en cientos o incluso miles de ordenadores con el fin de facilitar el proceso).

## Transferencia/desinstalación
Algunas compañías obligan a los usuarios a transferir la activación cuando se traspasa un producto de un ordenador a otro, cuando se reemplaza hardware en un ordenador ya existente o cuando se formatea un disco duro. La transferencia puede requerir la desinstalación del producto en el ordenador anterior antes de poder activarlo en el nuevo. Es posible que los usuarios tengan que informar en línea de la desinstalación al proveedor del software.

## Críticas
- Si un ordenador es robado o destruido, la memoria de la activación puede perderse. Los productos podrán reactivarse solo si se cuenta con el buen hacer de la compañía. Esto hace imposible el guardar una copia de seguridad para caso de pérdidas de datos.[2]
- Puede causar problemas al usuario, especialmente si son necesarias llamadas telefónicas para completar la activación o para casos de problemas técnicos, como por ejemplo bloqueos del cortafuegos o problemas con el servidor de activación, haciendo imposible completar la activación del producto.
- Puede reforzar restricciones en los acuerdos de licencias de software que pueden ser legalmente inválidos. Por ejemplo, una compañía podría negarse a reactivar el software en un ordenador nuevo o mejorado, incluso aunque el usuario tenga el derecho a usar el producto en esas circunstancias.[7]
- Si la compañía deja de apoyar un producto en concreto (o se declara en quiebra), el producto adquirido puede quedar inutilizado o incapaz de ser reactivado a no ser que se publique un parche que arregle esto o haga que no sea necesaria la activación.[7][2]
- Aunque muchos planes de activación son anónimos, algunos obligan al usuario a registrarse, lo que supone dar información personal antes de activar el producto.
- Muchos argumentan que la activación del producto no protege contra la piratería, porque los piratas normalmente encuentran alguna forma de evitar la activación.[2]
- La activación de producto, cuando no hay forma de transferir la licencia a otra persona para que lo active en su ordenador, ha sido muy criticada porque hace que la venta de productos de segunda mano, especialmente videojuegos, sea muy difícil. Algunos sospechan que empresas como EA han estado usando la activación de producto como modo de reducir las ventas de segunda mano de sus juegos y conseguir vender más copias nuevas.[7]

## Lista de productos que utilizan la activación de producto
- Todas las ediciones de Microsoft Windows XP y Windows Server 2003 requieren activación de producto de Windows excepto las ediciones que utilizan claves de producto.
- Todas las ediciones de Microsoft Windows Vista y Windows Server 2008 que incluyen ediciones de licencia.
- Windows Small Business Server y Windows Essential Business Server
- Microsoft Office XP, Office 2003, Office 2007 y Office 2000 con SR-1, excepto las ediciones con licencia de esos productos.
- Microsoft Streets and Trips 2008.
- Microsoft Money Plus 2008 (todas las ediciones).
- Microsoft Math 3.0.
- Varios juegos de Games for Windows incluyendo Shadowrun, Flight Simulator X y Halo 2.
- Todas las ediciones y versiones de Adobe Creative Suite de CS2 en adelante (Windows) y de CS3 en adelante (Mac).
- Todos los juegos distribuidos mediante trygames.com.
- Todos los juegos distribuidos mediante Reflexive Arcade.
- Todos los juegos distribuidos mediante Steam.
- El conjunto de programas AVG PC TuneUp (Antes TuneUp Utilities).
- Los juegos y algún otro tipo de software comprado desde la tienda en línea de Stardock.[8]
- Todos los productos lanzados por Native Instruments a partir de 2005.
- Todos los juegos desarrollados por PopCap Games, incluyendo Bejeweled 2 y Zuma (las versiones CD de prueba no tienen activación).
- El videojuego BioShock desarrollado por 2K Boston/2K Australia.
- Norton AntiVirus 2008, Internet Security 2008 y Norton 360.
- ACDSee por ACDSystems.
- Glass Eye 2000 por Dragonfly Software.
- MATLAB hecho por The MathWorks.
- Los videojuegos Spore y Mass Effect de EA usan la activación para comprobar que no se esté jugando con una copia pirata, tanto en el lanzamiento del juego como mediante parches y actualizaciones.
- Nero Burning ROM, de Nero AG, comenzó a requerir activación a partir de su octava versión. Incluye un formulario para enviar por fax además del patentactivation.exe para aquellos que no tengan conexión a Internet.
- Todo el software desarrollado por Corel.
- El videojuego Blockland.